# 大工原里美
大工原 里美（だいくはら さとみ、1986年10月23日 - ）は、日本の女性モデル。152センチメートル、39キログラム。東京都在住。
子持ちのママモデルで、ギャルママ雑誌『I LOVE mama〔アイラブママ〕』での専属モデル活動から著名。

## 来歴
長野県に出生。アイラブママ誌への登場開始後、2009年に催された同誌読者の人気投票では、同誌最年少の専属モデルでありながら1位を獲得。さらに同年の暮れには、同誌の企画に基づく「ちいさなキミと」と題した自身の歌曲を配信発売し、自身初の歌手活動。USENJ-POP総合チャートで初登場11位、レコチョクの日間チャートで初登場8位を記録し、USENのチャートでは最終的に6位にまで上昇している。2011年には自身の第3子にあたる女児を出産。これにて2人の息子と1人の娘を有する三児の母となった。

## 出演

### 雑誌
- 『I LOVE mama』（専属）

### テレビCM
- 『mamaごはん』（2010年6月17日公開、味の素） 共／木口千佳、北斗晶、日菜あこ[8]
- 『DIY生命保険』（損保ジャパン）[9]

### 広告
- カラコン『DOLCE』[9]
- 『ココルルミニ』[9]

### テレビ番組
- 『プリママ』（2011年4月2日〜 、KBS京都） 共／仲本沙織、日菜あこ、野田華子、木口千佳、孫きょう、新井千佳、白井ゆかり、白戸彩花、鈴木明理[10]
- 『世界まる見え!テレビ特捜部』（2011年10月24日、日本テレビ）[11] ― 白井ゆかりも出演[12]
- 『踊る!さんま御殿!!』（2010年12月7日、日本テレビ）[11]
- 『ミューサタ』（2010年5月16日、フジテレビ）[11]
- 『スッキリ!!』（2009年12月16日、2010年3月18日／19日 ― 日本テレビ）[11] ― 山下綾子（『I LOVE mama』編集長）、日菜あこ、木口千佳も出演[13]
- 『ネプリーグ』（2010年2月22日、フジテレビ）[11]
- 『魁!音楽番付』（2010年1月7日／14日／21日／28日、フジテレビ）[11]
- 『ズームイン!!SUPER』（2009年8月24日、日本テレビ）[11] ― 三島奈穂、日菜あこ、佐山洋美、堀田愛も出演[14]

### その他
- イベント：『I LOVE mama × MEGA WEB 美ママとちびコのラブかわGW』（『I LOVE mama』／トヨタ自動車、2010年5月2日） 共／木口千佳、日菜あこ[15]